# Clapham Grand

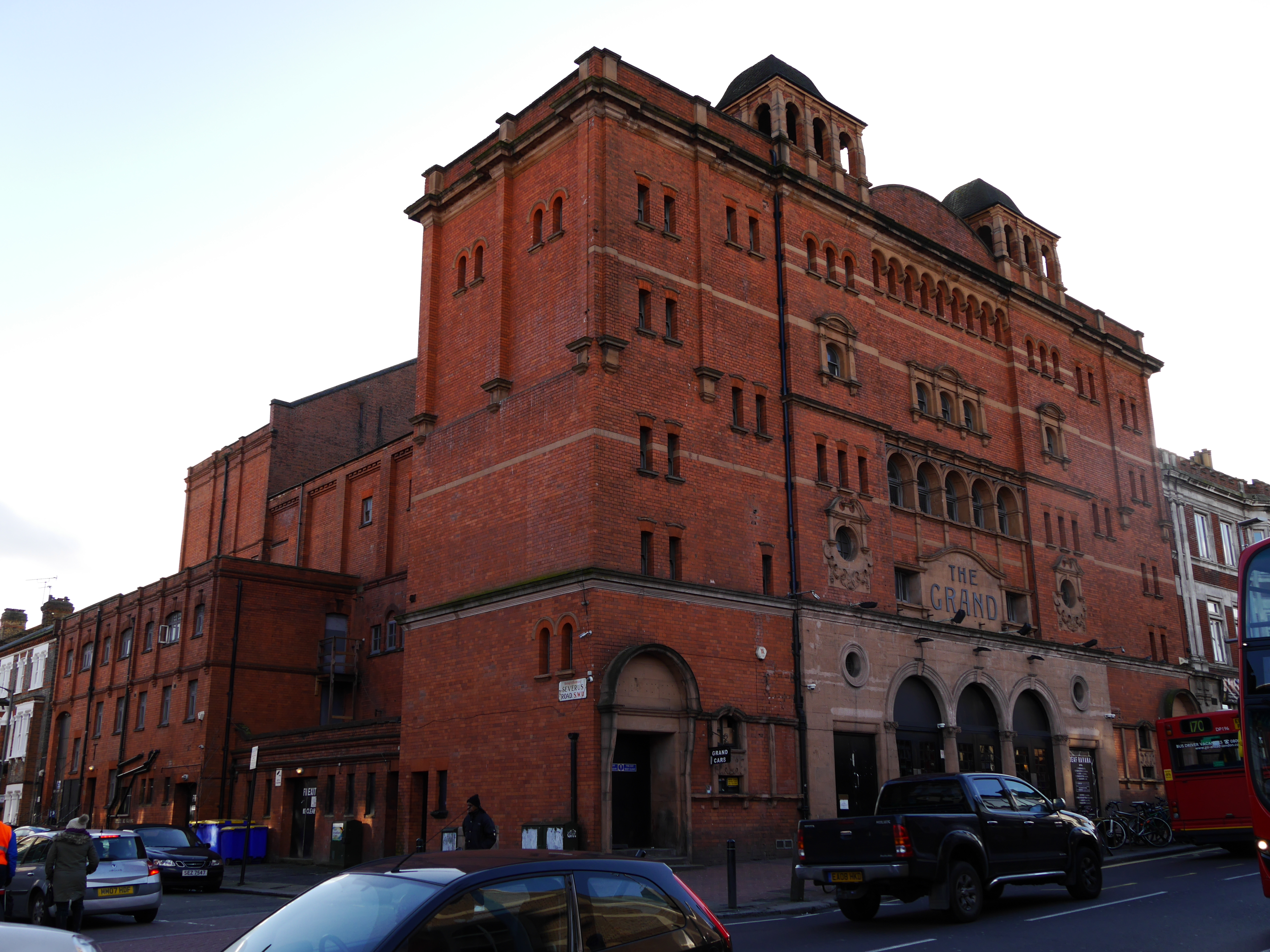
The Grand en 2014

The Grand (anciennement The Grand Theatre) est un bâtiment classé au grade II à St Johns Hill, à Clapham, à Londres. Il a été conçu par Earnest Woodrow et a été inauguré en 1900 en tant que Nouveau Grand Théâtre de Variétés. 
Le théâtre a été construit pour un consortium dirigé par les artistes célèbres du music-hall Dan Leno, Herbert Campbell, Harry Randall et Fred Williams. Aujourd'hui, il s'agit d'une discothèque, d'une salle de concert, d'un théâtre et d'un espace événementiel. 

## Histoire
Le lieu a ouvert ses portes le lundi 26 novembre 1900 sous le nom de "Le nouveau grand théâtre de variétés", avec une production de music-hall mettant en vedette de nombreux artistes renommés de l'époque. À son ouverture, le théâtre avait une capacité de 3 000 places. 
The Grand a continué d'être un lieu de succès pour le Music Hall et les Variétés pendant 40 ans. En 1927, le théâtre était équipé pour le cinéma et était connu sous le nom de Grand Theatre, car il organisait encore principalement des spectacles de variétés. À partir du 8 mai 1950, le Grand devint un cinéma à temps plein après son achat par la chaîne Essoldo Cinema et  renommé Essoldo Cinema. Le Cinéma Essoldo a fermé le 31 août 1963 et est devenu le Essoldo Bingo Club le 11 octobre 1963, qui a ensuite été repris par Classic Cinemas, qui l'a renommé Vogue Bingo Club. 

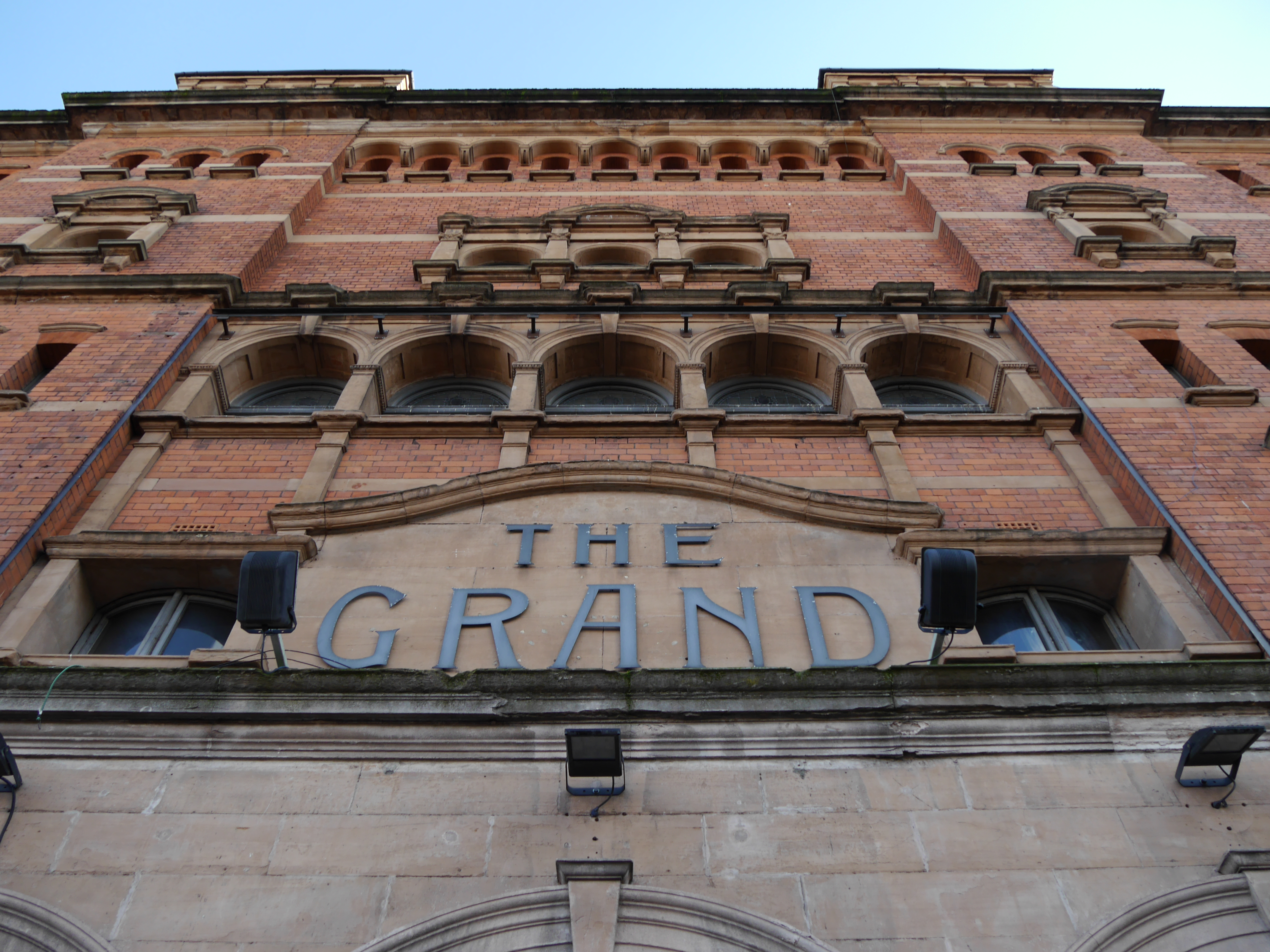
Entrée du bâtiment

Le bâtiment est resté fermé jusqu'en 1989, date à laquelle il a été acheté par le groupe The Mean Fiddler pour être transformé en salle de concert. En raison de problèmes de licence, le site n’a ouvert que le 17 décembre 1991 Au cours de la fermeture de 10 ans, le bâtiment a été restauré et redécoré. Mean Fiddler a fermé ses portes le 20 juillet 1997, après avoir échoué dans sa carrière musicale. Il a ensuite été acheté par la chaîne de pub JDWetherspoon. Après une enquête publique, JDWetherspoon s'était vu refuser une licence, mais avait refusé de vendre la propriété lorsque les acteurs Corin Redgrave et Vanessa Redgrave avaient proposé de restaurer le bâtiment à son usage d'origine.

## Usages actuels
Le Grand est maintenant un lieu indépendant qui fonctionne comme une discothèque, une salle de concert, un théâtre et un espace événementiel. Parmi les artistes qui se sont produits au Grand ces dernières années, citons: The Kinks, Chuck Berry, The Temptations, Siouxsie et les Banshees, Echo et les Bunnymen, Folie, Public Enemy, Jamiroquai, Chipmunk, Paul Weller, Oasis, Muse, Hole, The Verve et Jamie Cullum, The Jam et Brian May. 
Il a également été utilisé comme lieu de studio pour la première série de la série télévisée Taskmaster, les séries suivantes utilisant un décor de studio reproduisant l’intérieur du lieu. 